# 亓之偉
亓之偉（1581年—1644年），字坦之，號超凡，山東萊蕪縣人。明朝政治人物，天啟壬戌進士。

## 生平
天啟二年（1622年）壬戌科進士。天啟四年（1629年）任直隸成安縣知縣，調濬縣。陞戶部郎中，出爲河間府知府，陞山西阳和兵备僉事，再陞參議，分守朔州。崇祯十七年（1644年）李自成破朔州，亓之偉拒降被杀。